# Alkoholische Lösung
Eine alkoholische Lösung bezeichnet die Lösung eines beliebigen hydrophoben Stoffes, oft eines organischen Stoffes, in Ethanol.
Anhand ihrer Löslichkeit werden Stoffe auch in zwei Gruppen eingeteilt: hydrophobe („wassermeidende“; z. B. Öle) Stoffe und hydrophile („wasserliebende“; z. B. Salze wie Natriumchlorid) Stoffe.

## Verwendung
Die Verwendung von alkoholischen Lösungen besitzt besonders in der Lebensmittel- und in der Pharmaindustrie praktische Bedeutung. Häufig ist dabei das verwendete Ethanol – genau betrachtet – nicht 100%ig rein. Das Lösungsmittel enthält fast immer einen gewissen Anteil an Wasser.

### Lebensmittel
Alkoholische Lösungen von Fruchtestern werden „Fruchtessenz“ genannt und zur Aromatisierung von Getränken, Speiseeis, Süßwaren, Pudding  und dergleichen benutzt.

### Pharmazeutika
Phytopharmaka sind oft alkoholische Lösungen von Naturstoffen, die als alkoholischer Auszug bzw. Tinktur durch Extraktion mit Ethanol z. B. aus Pflanzen oder Pflanzenteilen hergestellt werden, dazu zählen:
- Baldriantinktur[2]
- Auszug aus Kamillenblüten[3]